# Northfield, Vermont
Northfield är en kommun (town) i Washington County i delstaten Vermont, USA. Vid folkräkningen år 2000 bodde 5 791 personer på orten. Den har enligt United States Census Bureau en area på totalt 113,3 km², varav 0,1 km² är vatten.  